# مارغريت لويزا وودز
مارغريت لويزا وودز (بالإنجليزية: Margaret Louisa Woods)‏ (1856، رغبي في المملكة المتحدة - 1945)؛ مؤلِّفة، كاتِبة مسرحية، شاعرة وروائية بريطانية.